# Maria Ewing
Maria Louise Ewing (Detroit, 1950. március 27. – Detroit, 2022. január 9.) amerikai opera-énekesnő (szoprán, mezzoszoprán).
Hangja mellett kiváló színészi játékával, egzotikus-erotikus megjelenésével is a 20. század utolsó negyedének egyik jelentős énekesnőjévé vált.

## Életrajz
Édesanyja holland, édesapja felmenői közt sziú őslakosok, skótok és afroamerikaiak voltak. 1968 és ’70 között Eleanor Stebernél tanult Clevelandben, majd New Yorkban Jennie Tourel növendéke volt.
1973-ban a Highland Park-i Ravinia Festivalon indult pályája. 1976. október 14-én debütált a Metropolitan Operában a Figaro lakodalmának Cherubinjaként. Ebben az évben a Salzburgi Ünnepi Játékokon is énekelte ezt a szerepet. A milánói La Scalában Mélisande-ként mutatkozott be Debussy operájában.
Parádés szerepe volt Strauss Saloméja, amit feledhetetlenné tett azzal, hogy – Oscar Wilde utasításának megfelelően – a Hétfátyoltánc végén valóban teljesen meztelenre vetkőzött.
1997-ben vonult vissza a színpadtól, de önálló esteken azóta is fellép. Rendszeresen szerepel dzsesszénekesként is a londoni Ronnie Scott’s Jazz Clubban.
1982-től 1990-ig Sir Peter Hall színházigazgató házastársa volt. Lányuk, Rebecca Hall színésznő.

## Szerepei
- Alban Berg: Wozzeck – Marie
- Hector Berlioz: A trójaiak – Dido
- Georges Bizet: Carmen – címszerep
- Umberto Giordano: Fedora – Fedora Romazoff hercegnő
- Wolfgang Amadeus Mozart: Figaro lakodalma – Cherubino
- Wolfgang Amadeus Mozart: Don Juan – Zerlina
- Wolfgang Amadeus Mozart: Così fan tutte – Dorabella
- Francis Poulenc: A karmeliták beszélgetései – Blanche de la Force
- Francis Poulenc: Az emberi hang – A nő
- Gioachino Rossini: A sevillai borbély – Rosina
- Dmitrij Dmitrijevics Sosztakovics: A mcenszki járás Lady Macbethje – Katyerina Izmajlova
- Richard Strauss: Ariadné Naxoszban – A komponista

## Videográfia
- Gioacchino Rossini, Il barbiere di Siviglia (Rosina szerepe), Glyndebourne, 1982
- Wolfgang Amadeus Mozart, Requiem, KV 626, a Bajor Rádió Zenekarával, karmester Leonard Bernstein, Deutsche Grammophon, 1988
- Claudio Monteverdi, Poppea megkoronázása (Poppeia szerepe)